# Verbandsabzeichen

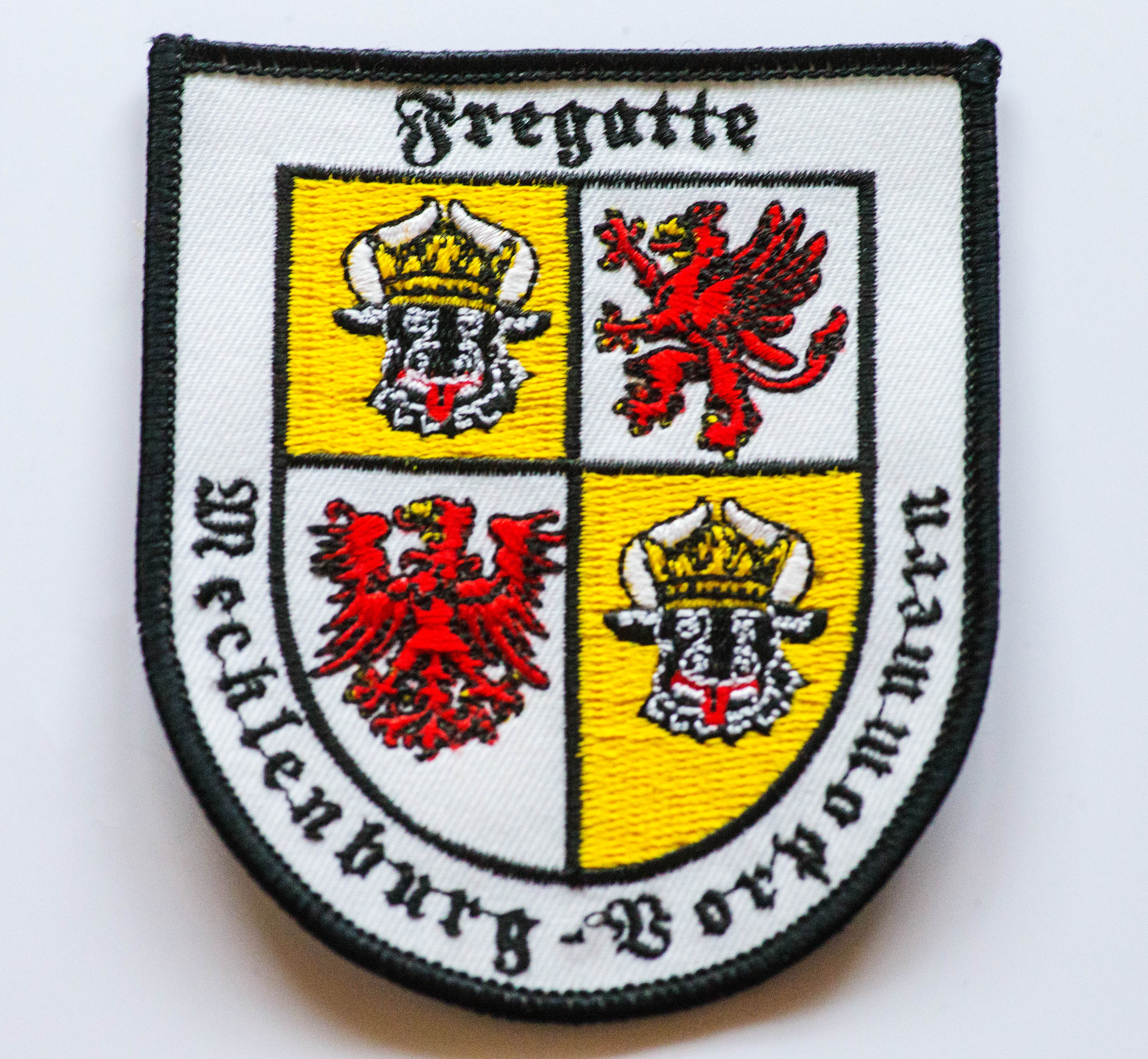
Fregatte Mecklenburg-Vorpommern

Verbandsabzeichen sind offizielle Embleme für Organisationen. Sie sind zumeist im öffentlichen Dienst, bei den Streitkräften und bei Hilfsorganisationen üblich. In den NATO-Kommandobehörden und Verbänden hat sich die englische Bezeichnung Badge allgemein durchgesetzt.

## Bedeutung
Es soll – wie ein Wappen – die Zugehörigkeit zu einer Organisation nach außen und nach innen dokumentieren und so auch den Korpsgeist ausbilden bzw. festigen (z. B. Pfadfinder).
Die Zahl der Verbandsabzeichen geht in die Hunderttausende. Allein die Bundeswehr hat neben den allgemeinen in der Zentralrichtlinie A1-2630/0-9804 „Anzugordnung für Soldatinnen und Soldaten der Bundeswehr“ definierten Verbandsabzeichen für die Großverbände über 4.700 interne Verbandsabzeichen. Genaueres über den Aufbau der internen Verbandsabzeichen regelt die Weisung „Grundregeln zum Erstellen eines Internen Verbandsabzeichens“ des Streitkräfteamtes vom 10. Februar 1995.

## Arten

### Abzeichen an Kopfbedeckungen
Verbandsabzeichen werden auch als Mützenabzeichen getragen. Beim Militär, bei der Polizei und beim Zoll werden jedoch keine Verbandsabzeichen an den Kopfbedeckungen getragen. Beim Militär wird auf Baretts das Truppengattungsabzeichen und auf der Dienstmütze das Abzeichen der Teilstreitkraft getragen. Soldaten der Gebirgsdivision trugen zusätzlich ein Edelweiß aus Blech seitlich-links an der Bergmütze und am Barett. Die Angehörigen der Polizeien der Länder tragen den Polizeistern ihres Bundeslandes, teilweise zusätzlich mit unterhalb gezeigter Kokarde (z. B. Zoll). Die Angehörigen der Bundespolizei tragen den Polizeistern mit Bundesadler. Die Angehörigen der Zollverwaltung tragen den Bundesstern.

### Ärmelabzeichen
Die Ärmelabzeichen werden meistens links am Oberarm der Uniform als Aufnäher getragen.
In der Bundeswehr werden sie als Verbandsabzeichen bezeichnet. Soldaten des Heeres tragen das Verbandsabzeichen ihres Großverbandes. Bei Schulen und Lehrverbände des Heeres ist dies das Verbandsabzeichen des Ausbildungskommandos, ergänzt um ein weißes "S" oder "L" im Schildfuß und einer Paspellierung in der Farbe der Truppengattung, für den sie einen Lehrauftrag haben; siehe auch Liste der Verbandsabzeichen der Bundeswehr.

### Brustanhänger
Brustanhänger sind schildähnliche oder runde Emaille-Plaketten, deren Schwinglasche an den Knopf der rechten Brusttasche eingeknöpft wird. Die Brustanhänger werden bei fast allen uniformierten Organisationen des öffentlichen Dienstes in Deutschland, beispielsweise bei der Bundeswehr, der Polizei, der Feuerwehr, selten auch im Rettungsdienst, verwendet.
Bei der Bundeswehr werden sie in Unterscheidung zum Verbandsabzeichen am Ärmel als „internes Verbandsabzeichen“ bezeichnet, welches die Zugehörigkeit zu einer Einheit oder einem Verband kennzeichnet.

### Schilde
Vor Gebäuden der Bereitschaftspolizeien und vor Militärgebäude und -Anlagen sind Großschilde mit dem Verbandsabzeichen neben oder über dem Gebäude angebracht. Als Dekoration sind auch Wandschilde aus Holz üblich, auf denen das Verbandsabzeichen prangt.

### Fahne/Standarte
Fahnen oder Standarten als Verbandsabzeichen werden heute nur noch bei Zeremonien beim  Militär, bei Bürgerwehren und bei der Freiwilligen Feuerwehr mitgeführt.

### Wimpel

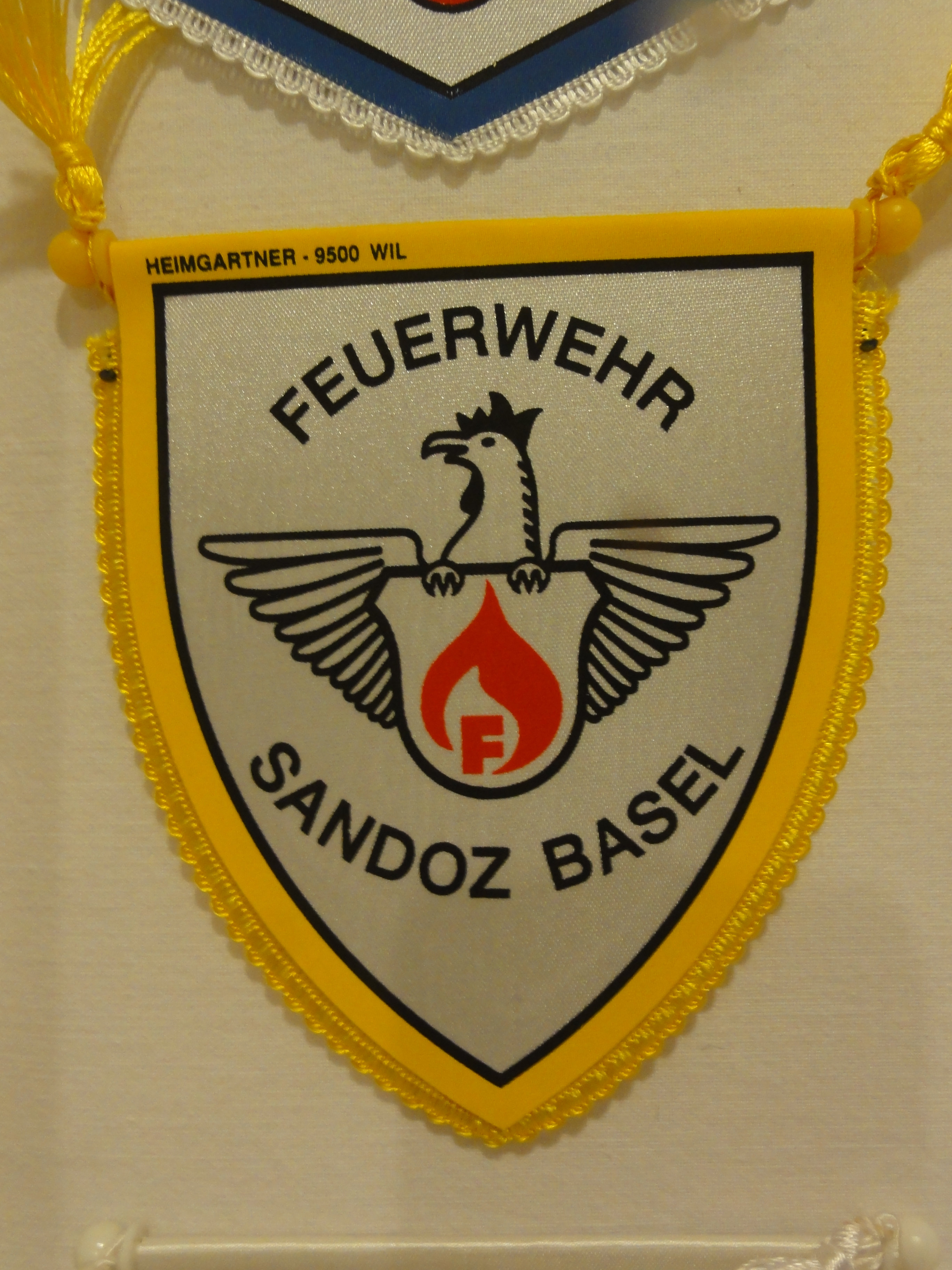
Feuerwehr Basel

Wimpel als Verbandsabzeichen sind nur beim Militär und bei den Feuerwehren üblich.

### Truppenkennzeichen
Bei der Wehrmacht wurden die Verbandsabzeichen im Heer als Truppenkennzeichen bezeichnet, bei der Luftwaffe als Verbandsabzeichen. Fast jede Division beim Heer, die Schiffe der Kriegsmarine und die Verbände der Luftwaffe führten solche Kennzeichen.

### Wappen

Verbandsabzeichen als Uniformbestandteil (Nr. 12), dagegen ist das interne Verbandsabzeichen (Nr. 7) freiwillig

Die Bundeswehr führt als Verbandsabzeichen oft Wappen. Diese sind in der Zentralrichtlinie A1-2630/0-9804 „Anzugordnung für Soldatinnen und Soldaten der Bundeswehr“ festgelegt; siehe auch Liste der Verbandsabzeichen der Bundeswehr.

## Gesetzliches
Abzeichen, die staatliche Funktionen, Berufe oder ähnliches kennzeichnen, sind gesetzlich geschützt. Verstöße sind in Deutschland als Vergehen des Missbrauchs von Titeln, Berufsbezeichnungen und Abzeichen strafbar.
Auch können Verbandsabzeichen dem Urheberrecht unterliegen. Zum Urheberrecht von amtlichen Werken siehe Rechtslage in Deutschland.